# 세토우츠미
《세토우츠미》(일본어: セトウツミ)는 코노모토 카즈야에 의한 일본의 만화이자, 이 작품을 원작으로 한 2016년의 영화, 텔레비전 드라마이다. 〈별책 소년 챔피언〉(아키타 서점)에서 2013년 5월호부터 2017년 12월호까지 연재. 오사카 고교생 세토와 우츠미가 방과후에 강변에서 펼치는 칸사이 사투리의 회화극을 그린 작품.
캐치 카피는 〈이 강변에서 틈을 부술만한 그런 청춘이 있어도 좋을까〉
〈월간 소년 챔피언〉(회사간) 2015년 12월호에서 타카하시 히로시의 〈클로우즈〉의 25주년 추모 기획에서는 세토와 우츠미가 〈폐쇄〉에 대해 이야기하는 〈세토우쯔미 외전〉이 게재되고 있다.
영화화되어 2016년 7월 2일 개봉. 2017년, 텔레비전 드라마화.

## 서적 정보
코노모토 카즈야 〈세토우츠미〉 아키타 서점 <소년 챔피언 코믹스> 전 8권
- 2013년 12월 6일 발매, ISBN 978-4-253-22049-1
- 2014년 7월 8일 발매, ISBN 978-4-253-22050-7
- 2015년 4월 8일 발매, ISBN 978-4-253-22051-4
- 2015년 9월 8일 발매, ISBN 978-4-253-22052-1
- 2016년 2월 8일 발매, ISBN 978-4-253-22053-8
- 2016년 7월 8일 발매, ISBN 978-4-253-22054-5
- 2017년 4월 7일 발매, ISBN 978-4-253-22055-2
- 2017년 12월 8일 발매, ISBN 978-4-253-22059-0

## 영화
2016년 7월 2일 개봉. 오모리 타츠시가 감독을 맡아 이케마츠 소스케와 스다 마사키가 공동 주연을 맡았다.

### 출연
- 우츠미 소우 - 이케마츠 소스케
- 세토 코요시 - 스다 마사키
- 카시무라 이치코 - 나카죠 아야미
- 아저씨 - 스즈키 타쿠지
- 나루야마 - 나리타 에이키
- 츠츠미 - 오카야마 아마네
- 오쿠무라 이사오
- 류 쿠미
- 마키구치 모토미
- 벌룬상 - 우노 쇼헤이

### 스태프
- 감독 : 오모리 타츠시
- 각색 : 미야자 키다이, 오모리 타츠시
- 촬영 : 타카기 후타
- 조명 : 아키야마 케이지로
- 녹음 : 사이죠 히로스케
- 편집 : 하야노 료
- 음악 : 히라모토 마사히로
- 프로듀서 : 미야자 키다이, 콘도 타카히코
- 배급 : 브로드 미디어 스튜디오

### 수상
- 제71회 마이니치 영화 콩쿠르 (2017년) 스포니치 그랑프리 신인상 (나카죠 아야미)[4]

## 텔레비전 드라마
TV 도쿄 계열 〈드라마 25〉 시간대에서 2017년 10월 14일부터 12월 23일까지 방송되었다. 전 11화. 타카스기 마히로와 하야마 쇼노의 공동 주연.
또한 BS 재팬에서도 2018년 1월 8일부터 월요일 0:35 - 1:05 (일요일 자정)에 방송되었다.